# Dmitri Todoroglo
Dmitri Todoroglo (n. 25 noiembrie 1944, satul Chiriet-Lunga, Găgăuzia) este un politician al Republicii Moldova, care a îndeplinit funcția de Viceprim-ministru, Ministru al agriculturii și industriei alimentare al Republicii Moldova în primul guvern condus de către Vasile Tarlev.

## Cariera profesională
Dmitri Todoroglo s-a născut la data de 25 noiembrie 1944 în satul Chiriet-Lunga din UTA Găgăuzia (Republica Moldova). A absolvit Institutul Agricol din Chișinău, obținând calificarea de inginer agronom savant.
După absolvirea Institutului, între anii 1969-1978 activează în funcțiile de economist principal, vicepreședinte de colhoz în raionul Dubăsari. Începând din anul 1978, deține funcția de șef al secției organizatorice a Comitetului raional de partid și prim-vicepreședinte al Comitetului executiv raional Dubăsari.
Între anii 1985-1986, Todoroglo este secretarul II al Comitetului raional Căinari al Partidului Comunist din Moldova. Apoi între anii 1986–1990, exercită funcția de președinte al Comitetului executiv raional Căinari.
În perioada 1990-1995, Dmitri Todoroglo este șef de sector al Sovietului Suprem al RSS Moldovenească și referent-consultant în aparatul Parlamentului Republicii Moldova. Din anul 1995 este ales deputat în Parlamentul Republicii Moldova (pe lista Partidului Comuniștilor din Republica Moldova), unde deține funcțiile de secretar, vicepreședinte, președinte al Comisiei pentru agricultură și industria prelucrătoare.
La data de 19 aprilie 2001, în baza votului de încredere acordat de Parlament, prin Decretul Președintelui Republicii Moldova, Vladimir Voronin, Dmitri Todoroglo este numit în funcția de viceprim-ministru, ministrul agriculturii și industriei alimentare în primul guvern condus de Vasile Tarlev.
A deținut această funcție pe tot parcursul mandatului primului guvern condus de către Vasile Tarlev (19 aprilie 2001-19 aprilie 2005). După alegerile din aprilie 2005, Todoroglo a fost ales ca deputat în Parlamentul Republicii Moldova, pe listele Partidului Comuniștilor din Republica Moldova.
Vorbitor de limba turcă, Dmitri Todorglo este căsătorit și are un copil. Este considerat a fi printre cei mai bogați parlamentari din Republica Moldova, fiind și cumnat cu președintele Vladimir Voronin.